# Xysticus kamakhyai
Xysticus kamakhyai är en spindelart som beskrevs av Benoy Krishna Tikader 1962. Xysticus kamakhyai ingår i släktet Xysticus och familjen krabbspindlar. Inga underarter finns listade i Catalogue of Life.